# Common Command Language
Die Common Command Language (CCL) ist eine Anfragesprache für Information-Retrieval-Systeme, die 1993 im ISO-Standard 8777 festgelegt wurde. Mit CCL wird versucht, Suchkommandos in Datenbanken zu vereinheitlichen, damit Benutzer nicht für jede Datenbank eine neue Sprache lernen müssen. CCL kann in vielen OPACs noch direkt verwendet werden. Mit dem Aufkommen graphischer Benutzeroberflächen ist die Retrievalsprache jedoch teilweise in Vergessenheit geraten. Kritiker (zum Beispiel Garman) führen an, dass eine einheitliche Sprache für Suchanfragen nicht mehr zeitgemäß ist. Zur geringen Verbreitung trägt auch die mangelnde Dokumentation in bestehenden OPACs und Datenbanken und die nicht immer standardkonforme Implementierung bei.
Eine Erweiterung der CCL ist die Common Query Language (CQL) der ZING-Initiative. Im Bereich der Web Services existieren weitere Anfragesprachen, die jedoch nicht für Endbenutzer, sondern für die Kommunikation zwischen verschiedenen Computerprogrammen gedacht sind.
Der gleichnamige geplanter Standard des American National Standards Institute (Z39.58) von 1992 wurde mit Erscheinen der CCL zurückgezogen.

## Bestandteile
Grundsätzlich bestehen Anfragen in CCL aus einer Menge von Zuweisungen von Feldkürzeln und Suchwerten, die mittels Boolescher Operatoren und Klammerung verknüpft werden können. Zusätzlich sind einige Spezielle Funktionen möglich.
- Boolesche Operatoren: AND oder +, OR oder |, NOT oder ~
- Proximity-Operatoren: WTI=Arbeit %1 Zukunft sucht Titel, bei denen höchstens ein Wort zwischen den Wörtern „Arbeit“ und „Zukunft“ steht (beliebige Reihenfolge) für vorgegebene Reihenfolge wird statt % das Ausrufezeichen (!) verwendet.
- Trunkierung und Platzhalter: 
  - !: ein beliebiges Zeichen
  - #: ein oder kein beliebiges Zeichen
  - ? oder *: eine beliebige Anzahl von Zeichen am Wortanfang oder -ende
- Wertebereiche: WJA=2000 -> 2003 beschränkt die Suche auf Erscheinungsjahre von 2000 bis 2003

Die Feldkürzel hängen von der jeweiligen Datenbank ab.